# Otto Mueller
Otto Mueller (Liebau, 16 ottobre 1874 – Breslavia, 24 settembre 1930) è stato un pittore tedesco.

## Biografia
Figlio di un ufficiale tedesco e di una donna di etnia sinti, la personalità artistica di Otto Müller sarà marcata dalla fuga dal mondo rigido di suo padre verso l'universo appassionato di sua madre. Pittore della scuola “Die Brücke”, precursore dell'espressionismo in Germania, seguirà le tracce del mondo romaní, che ispira la gran parte delle sue opere. Otto Mueller è stato uno dei 112 artisti considerati "Degenerati" alla mostra dell'arte degenerata del 1937 nella Germania nazista